# Интифада
Интифа́да (от араб. انتفاضة‎ — «восстание») — арабское освободительное движение или восстание против того или иного правления.
В настоящее время под словом «интифада» чаще всего понимается вооружённая борьба против Израиля палестинских арабов Западного берега реки Иордан и сектора Газа (из которого Израиль полностью ушёл в 2005 году). Термин «интифада» часто используется при описании эскалаций палестино-израильского конфликта, начиная со второй половины 1980-х годов. Как правило, его использует палестинская сторона и её сторонники.

## Ирак

### Интифада Шаабания(1991)
Восстание шиитов против режима Саддама Хусейна в 1991 году именуется «Интифадой Шаабания».

### 2004
В 2004 году радикальный шиитский лидер Муктада ас-Садр организовал восстание своих последователей против американского вторжения в Ирак, которое он назвал «иракской интифадой».

## Испанская Сахара

### Интифада Земла
Интифада Земла (или восстание Земла) — название, используемое для обозначения беспорядков 17 июня 1970 года, которые завершились резнёй сторонников Харакат Тахрир силами испанского легиона в Земла, районе Эль-Аюна, Испанской Сахары (ныне Западной Сахары).

## Ливан

### Ливанская Интифада (2011)
Волнения в Ливане 2011 года, также известные как Ливанская Интифада, — события, происходившие в Ливане под влиянием Арабской весны. Главное требование протестующих сводилось к политической реформе, направленной против политики конфессионализма в Ливане. Протесты вспыхнули в начале 2011 года и почти сошли на нет к концу года.

## Палестинская национальная администрация
Обычно различают две палестинских интифады: первую и вторую (Интифада Аль-Аксы).

### Первая интифада
Началом первой интифады принято считать 9 декабря 1987 года. Эту интифаду иногда также называют «войной камней», поскольку в её начале палестинцы в основном использовали против израильтян камни и самодельное вооружение.
Официально интифада завершилась подписанием Соглашений в Осло между Израилем и ООП (август 1993), в результате которых в 1994 году была создана Палестинская национальная администрация.
С начала интифады и до подписания «соглашений Осло» погибли 111 израильтян («Бецелем») и более 2000 палестинцев; из них до 1100 — убиты израильтянами и 1000 — в результате внутренних конфликтов (Palestinian Human Rights Monitoring Group).

### Вторая интифада
Началась в сентябре 2000 года.
Ряд источников считает, что непосредственным поводом для начала интифады послужило посещение Ариэлем Шароном Храмовой горы в Иерусалиме, что рассматривалось руководством Израиля как легитимный акт, поскольку, по условиям мирных соглашений, доступ к ней был открыт для верующих всех религий. В связи с этим вторая интифада известна также как «Интифада аль-Акса» (по названию мечети, расположенной на Храмовой горе).
Сам Шарон, вернувшись, сказал журналистам: «Я считаю, что мы можем строить и развиваться вместе. Это был мирный визит. Является ли это подстрекательством, когда израильские евреи приходят к святыне еврейского народа?» Шарон хотел доказать право израильтян-евреев посещать Храмовую гору.
После посещения Шароном Храмовой горы начались массовые беспорядки среди палестинцев, бросание камней в сторону Стены Плача. Израильская полиция ответила слезоточивым газом и резиновыми пулями. Было ранено 25 полицейских и 3 палестинца. При этом ещё за день до посещения Шароном Храмовой горы в результате теракта на перекрёстке Нецарим был смертельно ранен израильский пограничник.
R. Baroud («International Socialist Review») утверждает, что это Израиль ставил своей целью спровоцировать интифаду с целью свернуть мирный процесс.
Ряд других источников считает, что подготовка к ней велась Арафатом заблаговременно и начало интифады было его решением (см. Интифада Аль-Аксы#Мнения о причинах начала интифады).
Так, в декабре 2000 года Имад Фалоуни, министр ПА связи в то время, сказал, что «интифада была заранее запланирована, после возвращения Арафата в июле, задолго до визита Шарона». Лидер ХАМАС Махмуд аль-Захара также заявил в сентябре 2000 года, что когда Арафат в 2000 году понял, что Кэмп-Дэвид не привёл к выполнению его требований, он приказал таким организациям, как ХАМАС, ФАТХ, Бригады мучеников Аль-Аксы, запустить «военные операции» против Израиля.
Лидер ФАТХа Маруан Баргути так описал свою роль в преддверии интифады: «Я знал, что конец сентября — последний срок начала выступлений, но когда Шарон поднялся к мечети Аль-Акса, понял, что это самый подходящий момент для начала интифады… Было невозможно, чтобы Шарон, достигнув аль-Харам аль-Шариф, ушёл мирно… Мы попытались создать столкновения. Нам помешали разногласия, возникшие с другими фракциями в то время… Когда Шарон ушёл, я остался, и ещё в течение двух часов мы обсуждали способы реагирования в разных городах, а не только в Иерусалиме».

#### Потери израильтян и палестинцев в период второй интифады
Цифры о потерях израильтян и палестинцев в период интифады в разных источниках не совпадают. Но вот результат исследования, проведённого Международным институтом противодействия терроризму при научном центре в Герцлии: в ходе боёв и столкновений было убито 1450 палестинцев и 525 израильтян. В эти цифры входят боевики и гражданские лица, террористы-самоубийцы и их жертвы, палестинские «коллаборационисты», заподозренные палестинскими боевиками в сотрудничестве с Израилем. Несмотря на то, что погибших израильтян в три раза меньше, число гражданских жертв среди израильтян составляет 40 % от общего числа.
Подавляющее большинство палестинских гражданских потерь — молодые мужчины. Объясняется это тем, что именно они становились террористами-смертниками, старались стать «святыми мучениками» и попасть в рай.

### Другие
В декабре 2008 года, с началом в секторе Газа широкомасштабной военной операции «Литой свинец», лидеры радикального движения ХАМАС призвали население ПНА к «третьей интифаде».
12 декабря 2017 года палестинское движение ХАМАС заявило о начале третьей интифады после решения США признать Иерусалим израильской столицей.